# جیمز یوئینگ
جیمز استیون یوئینگ (انگلیسی: James Stephen Ewing؛ ‎/ˈ[invalid input: 'ju:']ɪŋ/‎) آسیب‌شناس آمریکایی بود.

## زندگی‌نامه
در روز ۲۵ دسامبر ۱۸۶۶ در پیتسبورگ، ایالت پنسیلوانیا متولد شد. او سومین فرزند از ۵ فرزند خانواده بود. در سن ۱۴ سالگی دچار استئومیلیت استخوان فمور گردید و به همین دلیل ۲ سال در بستر بود. در طول این مدت در چندین مدت درچند مسابقه شرکت کرد و در نهایت یک میکروسکوپ برنده شد. وسیله‌ای که تأثیر زیادی در زندگی آینده او و موجب علاقه وی به مبحث سرطان شد. وی در ماساچوست مدرک لیسانس خود رادر زمینه فیزیولوژی گرفت و در سال ۱۸۸۸ وارد دانشکده پزشکی در نیویورک شد و ۳ سال بعد فارغ‌التحصیل شد.
در سال ۱۸۹۹ او به عنوان اولین استاد پاتولوژی وارد دانشگاه کرنل شد و این سمت را برای ۳۳ سال حفظ کرد. در سال ۱۹۰۰ با کاترین هالستد ازدواج کرد. اولین کتابش را با عنوان پاتولوژی کلینیکی خون در سال ۱۹۰۱ منتشر کرد. پس از تلاش‌های بسیار کتاب رفرانس موفقی با عنوان بیماریهای بدخیم را در سال ۱۹۱۹ (میلادی) منتشر کرد.
- در سال ۱۹۲۱ نوعی از سرطان استخوان را توصیف کرد که در نهایت به نام خود وی سارکوم یووینگ نام گذاری شد؛ وی در ابتدا نام اندوتلیومای منتشر استخوان[۴] را برای این بدخیمی برگریده بود.[۵] وی تأثیر زیادی در پیشرفت علم انکولوژی یا سرطان‌شناسی داشت.

سرانجام در ۱۶ مه ۱۹۴۳ در سن ۷۶ سالگی به علت سرطان مثانه درگذشت.